# Olympische Winterspiele 1980/Skilanglauf
Bei den XIII. Olympischen Winterspielen 1980 in Lake Placid fanden sieben Wettbewerbe im Skilanglauf statt. Diese galten gleichzeitig als 33. Nordische Skiweltmeisterschaften. Neben olympischen Medaillen wurden auch Weltmeisterschaftsmedaillen vergeben. Austragungsort war das Lake Placid Olympic Sports Complex Cross Country Biathlon Center in Wilmington.
Im Langlauf der Frauen wurde die Erweiterung des Programms von den letzten Weltmeisterschaften mit der Strecke über 20 km noch nicht in das olympische Programm übernommen, sodass es wiederum nur zwei Einzelwettbewerbe und die Staffel gab. Dieser Wettbewerb wurde jedoch bei einer eigenen Veranstaltung in Falun als Weltmeisterschaft ausgetragen. Bei den nachfolgenden Spielen in Sarajevo hielt diese Disziplin dann doch Einzug ins olympische Programm.

## Bilanz

### Medaillenspiegel
| Platz  | Land             | Gold | Silber | Bronze | Gesamt |
| ------ | ---------------- | ---- | ------ | ------ | ------ |
| 1      | Sowjetunion      | 4    | 2      | 1      | 4      |
| 2      | DDR              | 2    | –      | –      | 2      |
| 3      | Schweden         | 1    | –      | –      | 1      |
| 4      | Finnland         | –    | 4      | 2      | 6      |
| 5      | Norwegen         | –    | 1      | 2      | 3      |
| 6      | Bulgarien        | –    | –      | 1      | 1      |
| 6      | Tschechoslowakei | –    | –      | 1      | 1      |
| Gesamt | Gesamt           | 7    | 7      | 7      | 21     |

### Medaillengewinner
Männer
| Disziplin         | Gold                                                                            | Silber                                                         | Bronze                                                                |
| ----------------- | ------------------------------------------------------------------------------- | -------------------------------------------------------------- | --------------------------------------------------------------------- |
| 15 km             | Thomas Wassberg (SWE)                                                           | Juha Mieto (FIN)                                               | Ove Aunli (NOR)                                                       |
| 30 km             | Nikolai Simjatow (URS)                                                          | Wassili Rotschew (URS)                                         | Iwan Lebanow (BUL)                                                    |
| 50 km             | Nikolai Simjatow (URS)                                                          | Juha Mieto (FIN)                                               | Alexander Sawjalow (URS)                                              |
| 4 × 10 km Staffel | SowjetunionNikolai Baschukow Jewgeni Beljajew Wassili Rotschew Nikolai Simjatow | NorwegenPer Knut Aaland Ove Aunli Oddvar Brå Lars Erik Eriksen | FinnlandHarri Kirvesniemi Juha Mieto Matti Pitkänen Pertti Teurajärvi |

Frauen
| Disziplin        | Gold                                                            | Silber                                                                       | Bronze                                                     |
| ---------------- | --------------------------------------------------------------- | ---------------------------------------------------------------------------- | ---------------------------------------------------------- |
| 5 km             | Raissa Smetanina (URS)                                          | Hilkka Riihivuori (FIN)                                                      | Květoslava Jeriová (TCH)                                   |
| 10 km            | Barbara Petzold (GDR)                                           | Hilkka Riihivuori (FIN)                                                      | Helena Takalo (FIN)                                        |
| 4 × 5 km Staffel | DDRCarola Anding Veronika Hesse Marlies Rostock Barbara Petzold | SowjetunionNina Baldytschewa Galina Kulakowa Nina Rotschewa Raissa Smetanina | NorwegenBerit Aunli Anette Bøe Marit Myrmæl Brit Pettersen |

## Ergebnisse Männer

### 15 km
| Platz | Land | Athlet              | Zeit (min) |
| ----- | ---- | ------------------- | ---------- |
| 1     | SWE  | Thomas Wassberg     | 41:57,63   |
| 2     | FIN  | Juha Mieto          | 41:57,64   |
| 3     | NOR  | Ove Aunli           | 42:28,62   |
| 4     | URS  | Nikolai Simjatow    | 42:33,96   |
| 5     | URS  | Jewgeni Beljajew    | 42:46,02   |
| 6     | POL  | Józef Łuszczek      | 42:59,03   |
| 7     | URS  | Alexander Sawjalow  | 43:00,81   |
| 8     | FIN  | Harri Kirvesniemi   | 43:02,01   |
| 9     | NOR  | Oddvar Brå          | 43:05,64   |
| 10    | NOR  | Lars Erik Eriksen   | 43:11,51   |
|       |      |                     |            |
| 12    | FRG  | Jochen Behle        | 43:16,05   |
| 21    | FRG  | Wolfgang Müller     | 44:02,54   |
| 26    | FRG  | Peter Zipfel        | 44:38,23   |
| 27    | SUI  | Franz Renggli       | 44:38,66   |
| 29    | SUI  | Konrad Hallenbarter | 44:42,12   |
| 32    | SUI  | Hans-Ueli Kreuzer   | 44:44,66   |
| 35    | SUI  | Alfred Schindler    | 44:52,93   |
| 36    | FRG  | Dieter Notz         | 44:54,11   |
| 37    | GDR  | Alf-Gerd Deckert    | 45:00,40   |

Datum: 17. Februar 1980, 09:00 Uhr
Höhenunterschied: 124 m; Maximalanstieg: 51 m; Totalanstieg: 460 m
63 Teilnehmer aus 22 Ländern, davon 61 in der Wertung.
Wassberg lag sowohl nach 5 als auch 10 Kilometern knapp vor Mieto, fiel aber im Finish ab, hatte bei der letzten Abfahrt Mühe, fing sich nochmals, stolperte ganz links in der Spur und rettete unter Anfeuerung der mitlaufenden Betreuer den Sieg; Mieto schien im Finish kraftvoll, sprintete, doch reichte es nicht, der Rückstand betrug umgerechnet 5,9 cm. – Der Finne war schon 1972 in Sapporo über dieselbe Distanz, damals im Kampf um Bronze, um 6/100 s gegen den Norweger Ivar Formo gescheitert.

### 30 km
| Platz | Land | Athlet            | Zeit (h)   |
| ----- | ---- | ----------------- | ---------- |
| 1     | URS  | Nikolai Simjatow  | 1:27:02,80 |
| 2     | URS  | Wassili Rotschew  | 1:27:34,22 |
| 3     | BUL  | Iwan Lebanow      | 1:28:03,87 |
| 4     | SWE  | Thomas Wassberg   | 1:28:40,35 |
| 5     | POL  | Józef Łuszczek    | 1:29:03,64 |
| 6     | FIN  | Matti Pitkänen    | 1:29:35,03 |
| 7     | FIN  | Juha Mieto        | 1:29:45,08 |
| 8     | NOR  | Ove Aunli         | 1:29:54,02 |
| 9     | GDR  | Alf-Gerd Deckert  | 1:30:05,17 |
| 10    | NOR  | Lars Erik Eriksen | 1:30:34,34 |
|       |      |                   |            |
| 15    | SUI  | Edi Hauser        | 1:31:20,09 |
| 22    | FRG  | Dieter Notz       | 1:31:58,27 |
| 24    | SUI  | Gaudenz Ambühl    | 1:32:06,20 |
| 29    | SUI  | Heinz Gähler      | 1:33:43,68 |
| 31    | FRG  | Josef Schneider   | 1:34:05,33 |
| 37    | FRG  | Wolfgang Müller   | 1:35:37,46 |
| 40    | FRG  | Peter Zipfel      | 1:36:06,95 |
| 42    | SUI  | Francis Jacot     | 1:36:50,46 |

Datum: 14. Februar 1980, 09:00 Uhr
Höhenunterschied: 124 m; Maximalanstieg: 51 m; Totalanstieg: 867 m
57 Teilnehmer aus 20 Ländern, 52 in der Wertung.
Es war dies der erste Wettbewerb der Spiele, somit wurde Simjatow erster Goldmedaillengewinner. Er feierte einen Start-Ziel-Sieg, lag nach den ersten 10 Kilometern deutlich voran. Wassberg war nach 20 km noch auf Rang 2 gewesen. Rotschew dominierte den zweiten Teil des Rennens (nach 10 km auf Rang 5, nach 20 km auf Rang 4). Die schmale Loipe (in der ersten Hälfte stark wellig und mit ständigem Wechsel zwischen Steigungen und Abfahrten, dann aber flach) schien den Skandinaviern nicht zu liegen. Von den Favorits hatte der Schwede Sven-Åke Lundbäck Ski- und Wachsprobleme, auch der Norweger Oddvar Brå war schon bald nach dem Start chancenlos.
Sergei Saweljew, der 30-km-Sieger vor vier Jahren in Innsbruck war zwar anwesend, wurde jedoch wegen fehlender Form nicht aufgestellt. Rang 3 für Lebanow war eine Sensation.

### 50 km
| Platz | Land | Athlet             | Zeit (h)   |
| ----- | ---- | ------------------ | ---------- |
| 1     | URS  | Nikolai Simjatow   | 2:27:24,60 |
| 2     | FIN  | Juha Mieto         | 2:30:20,52 |
| 3     | URS  | Alexander Sawjalow | 2:30:51,52 |
| 4     | NOR  | Lars Erik Eriksen  | 2:30:53,03 |
| 5     | URS  | Sergei Saweljew    | 2:31:15,82 |
| 6     | URS  | Jewgeni Beljajew   | 2:31:21,19 |
| 7     | NOR  | Oddvar Brå         | 2:31:46,83 |
| 8     | SWE  | Sven-Åke Lundbäck  | 2:31:59,65 |
| 9     | FIN  | Asko Autio         | 2:32:25,57 |
| 10    | SUI  | Franz Renggli      | 2:33:27,56 |
|       |      |                    |            |
| 14    | SUI  | Heinz Gähler       | 2:35:11,20 |
| 21    | FRG  | Peter Zipfel       | 2:37:09,74 |
| 22    | FRG  | Dieter Notz        | 2:37:47,41 |
| 26    | GDR  | Alf-Gerd Deckert   | 2:38:13,53 |
| 28    | FRG  | Franz Schöbel      | 2:40:25,96 |
| 29    | FRG  | Josef Schneider    | 2:40:49,68 |

Datum: 23. Februar 1980, 08:30 Uhr
Höhenunterschied: 124 m; Maximalanstieg: 51 m; Totalanstieg: 1428 m
43 Teilnehmer aus 14 Ländern, 37 in der Wertung.
Weitere wichtige Platzierungen bzw. beste ihrer Länder:
17. Józef Łuszczek (POL) 2:36:38.05
Nach halber Strecke lag Simjatow, der somit inklusive Staffelgold zu drei „Goldenen“ kam, noch hinter Sawjalow. Auch die Aufholjagd Mietos war bemerkenswert, denn nach 25 km lag er nur auf Rang 8.

### 4 × 10 km Staffel
| Platz | Land / Athleten                                                                  | Zeit                                                             |
| ----- | -------------------------------------------------------------------------------- | ---------------------------------------------------------------- |
| 1     | Sowjetunion Wassili Rotschew Nikolai Baschukow Jewgeni Beljajew Nikolai Simjatow | 1:57:03,46 h 29:21,41 min 29:52,57 min 29:21,78 min 28:27,70 min |
| 2     | Norwegen Lars Erik Eriksen Per Knut Aaland Ove Aunli Oddvar Brå                  | 1:58:45,77 h 29:45,96 min 29:26,77 min 30:14,80 min 29:18,24 min |
| 3     | Finnland Harri Kirvesniemi Pertti Teurajärvi Matti Pitkänen Juha Mieto           | 2:00:00,18 h 31:17,45 min 30:17,70 min 30:08,39 min 28:16,64 min |
| 4     | BR Deutschland Peter Zipfel Wolfgang Müller Dieter Notz Jochen Behle             | 2:00:22,74 h 30:57,65 min 30:27,07 min 29:37,29 min 29:20,73 min |
| 5     | Schweden Sven-Åke Lundbäck Thomas Eriksson Benny Kohlberg Thomas Wassberg        | 2:00:42,71 h 31:39,44 min 29:41,45 min 30:33,62 min 28:48,20 min |
| 6     | Italien Maurilio De Zolt Benedetto Carrara Giulio Capitanio Giorgio Vanzetta     | 2:01:09,93 h 30:15,96 min 31:10,76 min 30:01,62 min 29:41,59 min |
| 7     | Schweiz Hans-Ueli Kreuzer Konrad Hallenbarter Edi Hauser Gaudenz Ambühl          | 2:03:36,57 h 30:37,34 min 30:51,73 min 31:45,12 min 30:22,38 min |
| 8     | USA Bill Koch Tim Caldwell Jim Galanes Stan Dunklee                              | 2:04:12,17 h 29:55,28 min 32:21,54 min 31:17,72 min 30:37,63 min |
| 9     | Tschechien František Šimon Miloš Bečvář Jiří Švub Jiří Beran                     | 2:04:18,66 h                                                     |
| 10    | Frankreich Paul Fargeix Gérard Durand-Poudret Michel Thierry Jean-Paul Pierrat   | 2:08:43,61 h                                                     |

Datum: 20. Februar 1980, 09:00 Uhr
Höhenunterschied: 177 m; Maximalanstieg: 76 m; Totalanstieg: 315 m
10 Staffeln am Start, alle in der Wertung.
Bis zur dritten Teilstrecke gab es ein Kopf-an-Kopf-Rennen der sowjetischen Läufer mit jenen aus Norwegen, danach hängte Schlussläufer Simjatow seinen Konkurrenten Brå glatt ab. Um Bronze gab es ein sehenswertes Finish, bei dem der bundesdeutsche Schlussläufer Behle viel Vorsprung hatte, doch im Zielstadion konnte der Finne Mieto mit mächtigen Schritten sein Überholmanöver verwirklichen. Das Rennen war für Norwegen und Schweden schon vor dem Start verloren gewesen, da die Betreuer das falsche Wachs genommen hatten; es hatte andere Verhältnisse als zuvor gegeben (ein Wärmeeinbruch hatte die Loipe weich und schlapp gemacht).

## Ergebnisse Frauen

### 5 km
| Platz | Land | Athletin           | Zeit (min) |
| ----- | ---- | ------------------ | ---------- |
| 1     | URS  | Raissa Smetanina   | 15:06,92   |
| 2     | FIN  | Hilkka Riihivuori  | 15:11,96   |
| 3     | TCH  | Květoslava Jeriová | 15:23,44   |
| 4     | GDR  | Barbara Petzold    | 15:23,62   |
| 5     | URS  | Nina Baldytschewa  | 15:29,03   |
| 6     | URS  | Galina Kulakowa    | 15:29,58   |
| 7     | GDR  | Veronika Hesse     | 15:31,83   |
| 8     | FIN  | Helena Takalo      | 15:32,12   |
| 9     | GDR  | Marlies Rostock    | 15:36,28   |
| 10    | SWE  | Lena Carlzon       | 15:43,04   |
|       |      |                    |            |
| 16    | GDR  | Ute Nestler        | 15:53,38   |
| 23    | SUI  | Evi Kratzer        | 16:14,34   |
| 31    | FRG  | Susanne Riermeier  | 16:31,07   |
| 32    | FRG  | Karin Jäger        | 16:38,47   |
| 34    | SUI  | Cornelia Thomas    | 16:43,85   |

Datum: 15. Februar 1980, 09:00 Uhr
Höhenunterschied: 87 m; Maximalanstieg: 53 m; Totalanstieg: 154 m
38 Teilnehmerinnen aus 12 Ländern, alle in der Wertung.
Während die beiden Ersten zum Kreis der Favoritinnen gezählt hatten, drang mit Jeriová eine Außenseiterin in die Medaillenränge ein. Titelverteidigerin Takalo musste sich mit Rang 8 begnügen. Kriterium der Strecke war eine Folge von Anstiegen und Abfahrten, die nur die Läuferinnen mit bester Kondition gut bewältigen konnten.

### 10 km
| Platz | Land | Athletin           | Zeit (min) |
| ----- | ---- | ------------------ | ---------- |
| 1     | GDR  | Barbara Petzold    | 30:31,54   |
| 2     | FIN  | Hilkka Riihivuori  | 30:35,06   |
| 3     | FIN  | Helena Takalo      | 30:45,25   |
| 4     | URS  | Raissa Smetanina   | 30:54,48   |
| 5     | URS  | Galina Kulakowa    | 30:58,46   |
| 6     | URS  | Nina Baldytschewa  | 31:22,93   |
| 7     | GDR  | Marlies Rostock    | 31:28,79   |
| 8     | GDR  | Veronika Hesse     | 31:29,14   |
| 9     | TCH  | Květoslava Jeriová | 31:29,55   |
| 10    | SWE  | Eva Olsson         | 31:36,08   |
|       |      |                    |            |
| 12    | GDR  | Carola Anding      | 31:45,82   |
| 21    | FRG  | Susanne Riermeier  | 32:37,57   |
| 26    | FRG  | Karin Jäger        | 33:01,76   |
| 27    | SUI  | Evi Kratzer        | 33:03,65   |
| 36    | SUI  | Cornelia Thomas    | 33:57,94   |

Datum: 18. Februar 1980, 09:00 Uhr
Höhenunterschied: 124 m; Maximalanstieg: 44 m; Totalanstieg: 282 m
38 Teilnehmerinnen aus 12 Ländern, alle in der Wertung.
Mit Barbara Petzold gewann zum ersten Mal bei Olympischen Winterspielen eine Dame, die nicht aus der Sowjetunion oder aus Skandinavien kam, einen Langlaufbewerb. Petzolds Zeitplan war bestens eingeteilt – sie konnte sich zudem revanchieren, denn im 5-km-Bewerb war sie nur Vierte gewesen. Enttäuschung für die sowjetischen Läuferinnen, die nicht in die Medaillenränge kamen.

### 4 × 5 km Staffel
| Platz | Land / Athletinnen                                                                      | Zeit                                                             |
| ----- | --------------------------------------------------------------------------------------- | ---------------------------------------------------------------- |
| 1     | DDR Marlies Rostock Carola Anding Veronika Hesse Barbara Petzold                        | 1:02:11,10 h 15:50,64 min 15:39,52 min 15:18,23 min 15:22,71 min |
| 2     | Sowjetunion Nina Baldytschewa Nina Rotschewa Galina Kulakowa Raissa Smetanina           | 1:03:18,30 h 15:52,78 min 16:03,83 min 15:50,06 min 15:31,63 min |
| 3     | Norwegen Brit Pettersen Anette Bøe Marit Myrmæl Berit Aunli                             | 1:04:13,50 h 16:08,65 min 15:56,61 min 16:15,91 min 15:52,33 min |
| 4     | Tschechoslowakei Dagmar Palečková Gabriela Svobodová Blanka Paulů Květoslava Jeriová    | 1:04:31,39 h 16:38,43 min 15:54,20 min 16:12,23 min 15:46,53 min |
| 5     | Finnland Marja Auroma Marja-Liisa Hämäläinen Helena Takalo Hilkka Riihivuori            | 1:04:41,28 h 16:52,95 min 16:17,13 min 15:53,27 min 15:37,93 min |
| 6     | Schweden Marie Johansson Karin Lamberg Eva Olsson Lena Carlzon                          | 1:05:16,32 h 16:19,53 min 16:14,45 min 16:13,75 min 16:28,59 min |
| 7     | Vereinigte Staaten Alison Owen-Spencer Beth Paxson Leslie Bancroft Lynn Spencer-Galanes | 1:06:55,41 h 17:03,63 min 16:42,78 min 16:24,52 min 16:44,48 min |
| 8     | Kanada Angela Schmidt-Foster Shirley Firth Esther Miller Joan Groothuysen               | 1:07:45,75 h 17:10,74 min 16:51,37 min 17:07,96 min 16:35,68 min |

Datum: 21. Februar 1980, 09:00 Uhr
Höhenunterschied: 100 m; Maximalanstieg: 55 m; Totalanstieg: 162 m
8 Staffeln am Start, alle in der Wertung.
Vorerst lagen die DDR und die Sowjetunion gleichauf, Rostock übergab mit 2 Sekunden Vorsprung auf Baldytschewa. Den Grundstein zum Sieg legte Anding, die den Abstand auf 28 Sekunden vergrößerte. Am Ende betrug der Vorsprung über eine Minute, der Altersdurchschnitt der sowjetischen Staffel war viel höher als jener der DDR.